# بولوبال

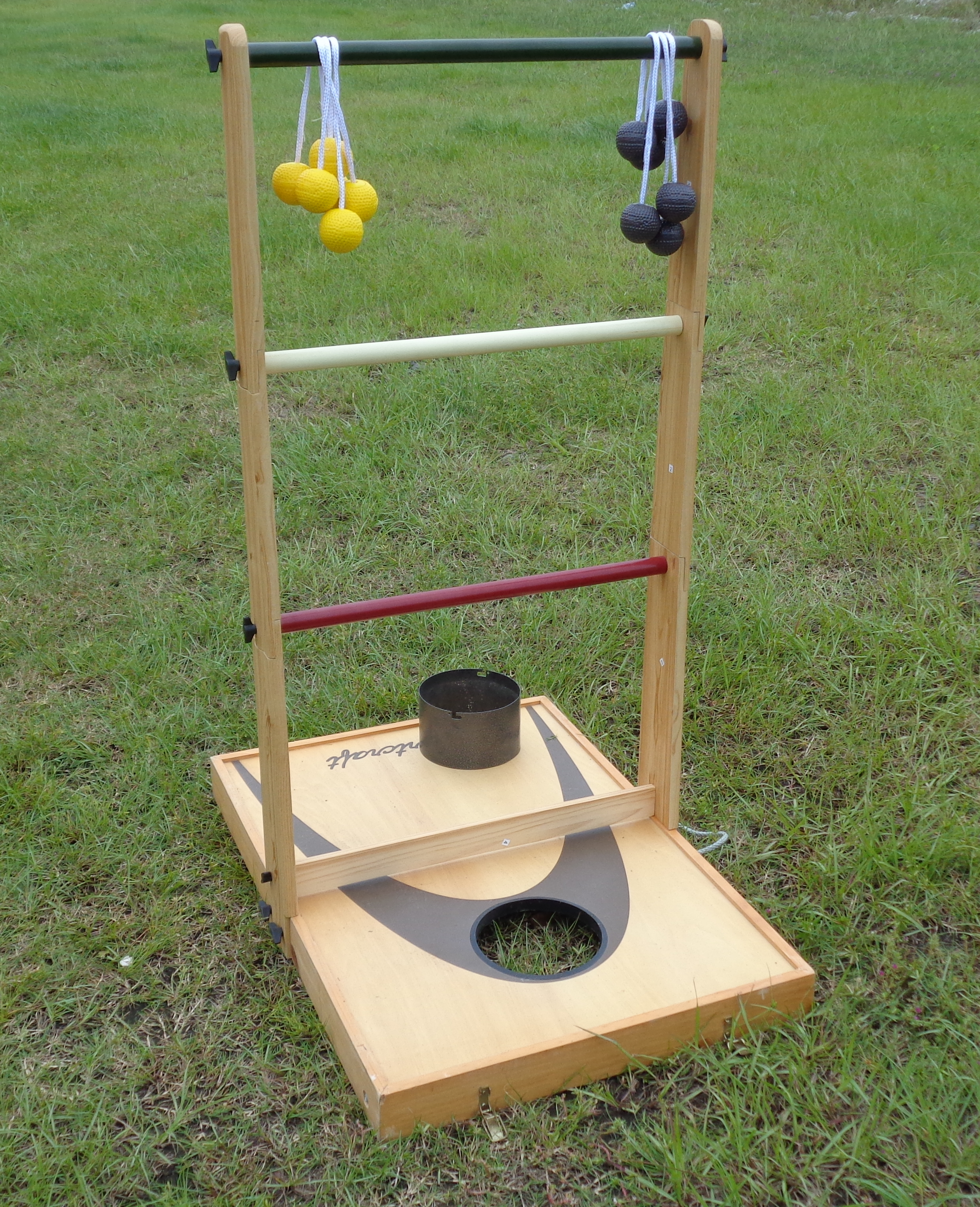
مجموعه‌وسایل بولوبال

بولوبال یا نردبان بازی شیر یا خط (به انگلیسی: Ladder toss) (همچنین شناخته شده به عنوان نردبان توپ، میمون توپ، نردبان گلف، طناب توپ، توپ مسخره، بیضه بازی شیر یا خط، گلف گاوچران، و آدم جنگلی گلف و نام‌های دیگر)، یک بازی روی چمن است که با پرتاب بولاس (دو توپ متصل شده توسط یک ریسمان) روی نردبان انجام می‌شود.